# A Kid Like Jake
A Kid Like Jake è un film del 2018 diretto da Silas Howard.
Il film è basato sull'omonima opera teatrale di Daniel Pearle, che è anche sceneggiatore del film. Fanno parte del cast principale Claire Danes, Jim Parsons, Priyanka Chopra e Octavia Spencer.
Il film non è stato doppiato in italiano, in Italia è disponibile in lingua originale, sottotitolato in italiano.

## Trama
I coniugi Wheeler sono i genitori del piccolo Jake, un brillante bambino di quattro anni che preferisce le bambole piuttosto che i giochi da maschietto. Incombono le iscrizioni a scuola e Alex e Greg devono affrontare la problematica sulla variante di genere di loro figlio, ritrovandosi ad avere idee opposte sulla sua educazione che mettono in discussione il ruolo di genitori e di coppia.

## Distribuzione
Il film è stato presentato in anteprima al Sundance Film Festival 2018 e successivamente al San Francisco International Film Festival. È stato distribuito nelle sale cinematografiche statunitensi il 1º giugno 2018 e in video on demand dall'8 giugno.